# Koțiubînți, Huseatîn
Koțiubînți (în ucraineană Коцюбинці) este localitatea de reședință a comunei Koțiubînți din raionul Huseatîn, regiunea Ternopil, Ucraina.

## Demografie
Componența lingvistică a localității Koțiubînți
     Ucraineană (99,84%)
     Alte limbi (0,1%)
Conform recensământului din 2001, majoritatea populației localității Koțiubînți era vorbitoare de ucraineană (99,84%), existând în minoritate și vorbitori de alte limbi.